# Mnichovice (ort i Tjeckien, lat 49,67, long 15,04)
Mnichovice är en ort i Tjeckien.   Den ligger i regionen Mellersta Böhmen, i den centrala delen av landet, 60 km sydost om huvudstaden Prag. Mnichovice ligger 457 meter över havet och antalet invånare är 228.
Terrängen runt Mnichovice är huvudsakligen platt, men åt sydväst är den kuperad.Runt Mnichovice är det ganska glesbefolkat, med 31 invånare per kvadratkilometer. Närmaste större samhälle är Vlašim, 10,9 km väster om Mnichovice. Omgivningarna runt Mnichovice är en mosaik av jordbruksmark och naturlig växtlighet.